# Aquilegia pubiflora
Aquilegia pubiflora är en ranunkelväxtart som beskrevs av Nathaniel Wallich. Aquilegia pubiflora ingår i släktet aklejor, och familjen ranunkelväxter.

## Underarter
Arten delas in i följande underarter:
- A. p. hazarica
- A. p. mussooriensis